# 阿曼地理
阿曼苏丹国位于阿拉伯半岛东南沿海，扼波斯湾通往印度洋的门户。西与阿拉伯联合酋长国和沙特阿拉伯，南与也门接壤，有飞地在穆桑代姆半岛北段，扼霍尔木兹海峡，东临阿曼湾、阿拉伯海。海岸线长1700公里。境内大部分是海拔200～500米的平原。东北部为哈贾尔山脉，其主峰沙姆山海拔3075米，为全国最高峰。中部是平原，多沙漠。西南部为佐法尔高原，临海为山地。内地为缓倾的纳季德高原，沿海为狭长平原。
除东北部山地外，均属热带沙漠气候。全年分两季，5月至10月为热季，气温高达40℃以上；11月至翌年4月为凉季，气温约为24℃。年平均降水量130毫米。沿岸及內陸平原於仲冬及冬末降雨，年降水量介乎20至100毫米（0.8至3.9英吋）；山地（尤其以Jebel Akhdar一帶），雨量則更多，可達900毫米（35.4英吋）。